# Austrolimnophila hausa
Austrolimnophila hausa är en tvåvingeart som beskrevs av Alexander 1974. Austrolimnophila hausa ingår i släktet Austrolimnophila och familjen småharkrankar.
Artens utbredningsområde är Nigeria. Inga underarter finns listade i Catalogue of Life.